# Johann Theodor Eusebius Faber

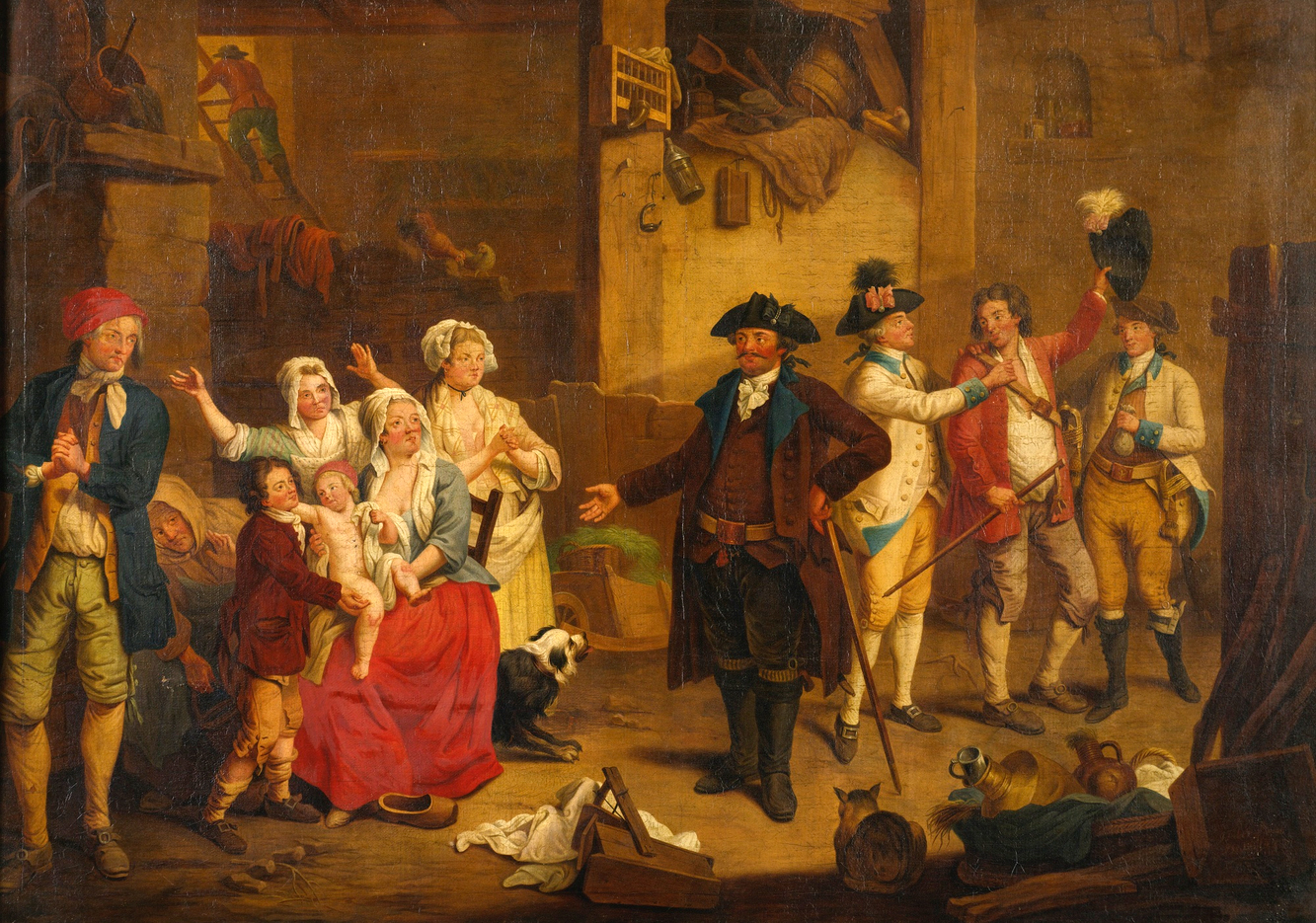
Die Heimkehr

Johann Theodor Eusebius Faber (* 28. Oktober 1772 in Gottleuba; † 2. September 1852 in Dresden) war ein deutscher Genre- und Landschaftsmaler.
Faber studierte an der Königlichen Kunstakademie Dresden  bei Karl Ludwig Kaaz und Johann Christian Klengel. Danach blieb er in Dresden ansässig und wurde als Genre- und Landschaftsmaler tätig.
Von 1811 bis 1850 beteiligte er sich an den Ausstellungen der Dresdner Kunstakademie. 1819 wurde er zum Pensionär und 1821 zum Mitglied der Dresdner Kunstakademie gewählt.